# 유성 양순 파열음
유성 양순 파열음(有聲兩脣破裂音)은 자음의 하나로 위아래 입술을 사용하여 조음하는 유성 파열음이다.

## 특징
- 조음 방법은 조음기관 내의 공기의 흐름을 차단하여 만드는 파열음이다.
- 양쪽 입술로 조음하는 양순음이다.
- 조음할 때 성대가 울리는 유성음이다.
- 입을 통하여 공기가 빠져나가는 구강음이다.
- 기류가 혀 옆이 아니라 중앙으로 빠져나가는 중설음이다.
- 발성 방법은 인후나 입이 아니라 폐에서 발성기관으로 공기가 빠져나가는 폐장기류음이다.

## 발음의 예
- 한국어: 모음과 모음 사이, 또는 'ㄴ','ㄹ','ㅁ','ㅇ'받침과 모음 사이의 'ㅂ'에서 이 소리가 난다.
- 영어: aback의 b에서 이 소리가 난다. 묵음은 여기에 들어가지 않는다.
- 루마니아어, 체코어, 슬로바키아어, 슬로베니아어, 카탈루냐어, 하우사어, 밤바라어, 만딩카어, 네덜란드어, 몰타어, 말레이어, 폴란드어, 노르웨이어, 포르투갈어: b에서 이 소리가 난다.
- 독일어: 음절 말에 오지 않는 b에서 이 소리가 난다.
- 덴마크어: 모음과 모음 사이의 b에서 이 소리가 난다.
- 프랑스어: 첫소리, 무성 자음 앞이 아닐 때, 음절 말이 아닌 b에서 이 소리가 난다.
- 일본어: 'ば(バ)'행의 모든 소리('ば(バ)', 'び(ビ)', 'ぶ(ブ)', 'ベ', 'ぼ(ボ))'를 발음할 때 이 소리가 난다.
- 스페인어: 첫소리와 m·n 뒤의 b와 v에서 이 소리가 난다.
- 현대 그리스어: μπ에서 이 소리가 난다.
- 우어, 샹어: 병음 b에서 이 소리가 난다.
- 태국어: บ에서 이 소리가 난다.
- 눠쑤어: 라틴 문자 표기의 nb와 bb에서 이 소리가 난다. nb는 선비음화 자음이다.
- 코사어: bh에서 유기음으로 소리난다.
- 아일랜드어: b와 bp에서 이 소리가 난다.
- 쇼나어: mb, mbw, bh에서 이 소리가 난다. mb와 mbw는 선비음화 자음, bh는 숨소리 자음이다.
- 러시아어: 음절말에 오지 않는 Б에서 이 소리가 난다.
- 총가어: b, by, bh, bhy에서 이 소리가 난다. by는 구개음화, bh는 유기음, bhy는 구개음화 유기음이다.